# 토스링크
토스링크(TOSLINK, 도시바 링크)는 표준화된 광섬유 커넥터 시스템이다. 일반적으로 광 오디오로 알려진 TOSLINK 광섬유 커넥터는 소비자 오디오 장비에서 가장 흔히 사용되며, 디지털 광 소켓은 디지털 오디오 신호 스트림을 오디오 장비(CD 플레이어, DVD 플레이어, 디지털 오디오 테이프 레코더, 컴퓨터, 비디오 게임 콘솔)에서 비압축 펄스 부호 변조(PCM) 오디오 2채널을 디코딩하거나 돌비 디지털 및 DTS와 같은 압축된 5.1/7.1 서라운드 사운드 오디오 신호를 디코딩할 수 있는 AV 리시버로 전달(전송)한다. HDMI 커넥터 케이블과 달리 TOSLINK 광섬유 커넥터는 돌비 트루HD 및 DTS-HD 마스터 오디오의 비압축 오디오 신호를 전달하거나 2채널 이상의 PCM 오디오를 전달할 대역폭 용량을 가지고 있지 않다.
TOSLINK 커넥터는 여러 미디어 형식과 물리적 표준을 지원하지만, 가장 일반적인 디지털 오디오 커넥터는 직사각형 EIAJ/JEITA RC-5720(CP-1201 및 JIS C5974-1993 F05도 포함)이다. TOSLINK 커넥터에서 광 신호는 650 nm의 피크 파장을 가진 붉은색 빛으로 나타난다. 전달되는 변조 신호 유형에 따라 다른 광 파장이 존재할 수 있다.

## 역사
도시바는 원래 PCM 오디오 스트림을 위해 자사의 CD 플레이어를 직접 제조한 리시버에 연결하기 위해 TOSLINK를 만들었다. 데이터 링크 계층은 소니/필립스 디지털 인터페이스를 기반으로 하지만(S/PDIF), 하드웨어 계층은 S/PDIF의 전기(구리) 하드웨어 계층 대신 광섬유 전송 시스템을 사용한다. TOSLINK는 곧 대부분의 CD 플레이어 제조업체에 채택되었다. 비디오 소스(DVD 및 블루레이 플레이어, 케이블 박스 및 게임 콘솔)에서 디지털 오디오 스트림을 돌비 디지털/DTS 디코더에 연결하는 데 자주 사용된다.

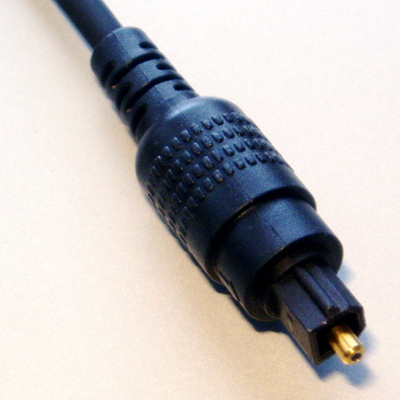
TOSLINK 커넥터 (JIS F05)

커넥터의 일반적인 이름은 EIAJ 광학이지만, TOSLINK는 도시바 전자 회사의 등록 상표이며, TOShiba-LINK에서 유래했다. 다른 어원적 변형으로는 TOSlink, TosLink, Tos-link 등이 있다.
ADAT 라이트파이프 (ADAT 옵티컬)는 전문 음악 녹음 및 오디오 부품 산업에서 사용되는 TOSLINK 커넥터와 유사한 광 전송 시스템을 사용한다. ADAT 라이트파이프 커넥터 형식은 TOSLINK 커넥터와 동일한 JIS F05 커넥터를 사용하지만, ADAT 라이트파이프 데이터 형식은 S/PDIF와 호환되지 않는다.

## 특성 및 문제점
플라스틱 광 케이블은 광 감쇠율이 높기 때문에 유효 범위가 5~10m로 제한된다. 심하게 구부리면 일시적으로 작동하지 않거나 영구적으로 손상될 수 있다. 플라스틱 광섬유(POF) 케이블보다 덜 흔하고 비싸지만, 유리 또는 실리카 광섬유는 손실이 적고 TOSLINK 시스템의 범위를 확장할 수 있다.
광 케이블은 접지 루프 및 RF 간섭과 같은 전기적 문제에 취약하지 않다.

## 디자인

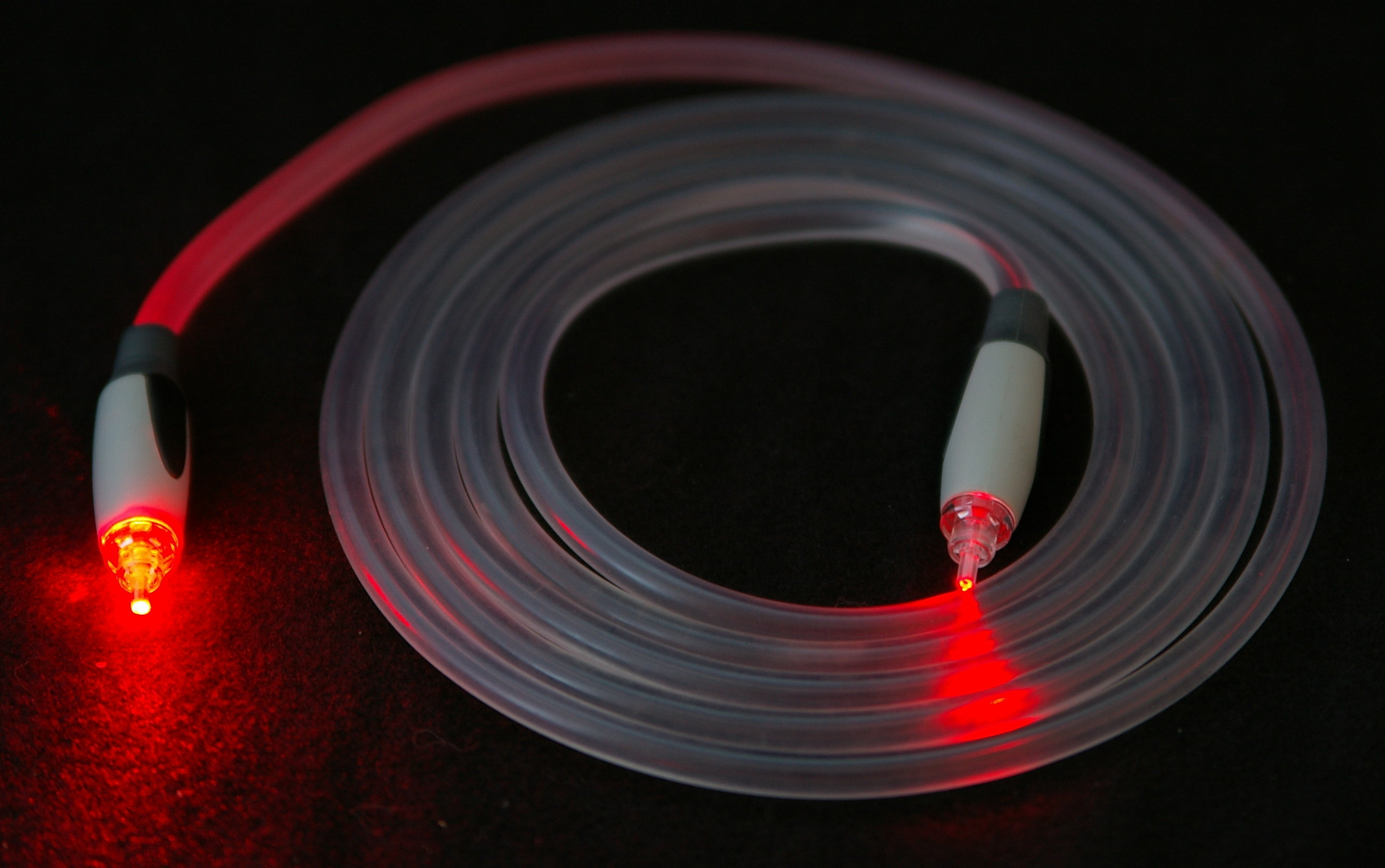
왼쪽 끝의 레이저로 비춰지는 TOSLINK 광섬유 오디오 케이블

TOSLINK에는 원하는 대역폭과 응용 분야에 따라 저렴한 1mm 플라스틱 광섬유, 고품질 다중 가닥 플라스틱 광섬유 또는 석영 유리 광섬유 등 여러 유형의 섬유를 사용할 수 있다. TOSLINK 케이블은 일반적으로 길이가 5m로 제한되며, 신호 부스터나 리피터 없이 안정적인 전송을 위한 기술적 최대 길이는 10m이다. 그러나 최신 소비자 전자제품(위성 수신기 및 광 출력 장착 PC)의 인터페이스는 저렴한 (2009년 0.82 USD/m) TOSLINK 케이블에서도 30m 이상을 쉽게 실행할 수 있는 경우가 매우 흔하다. TOSLINK 송신기는 공칭 광 파장 650 nm에서 작동한다.

### 미니-TOSLINK

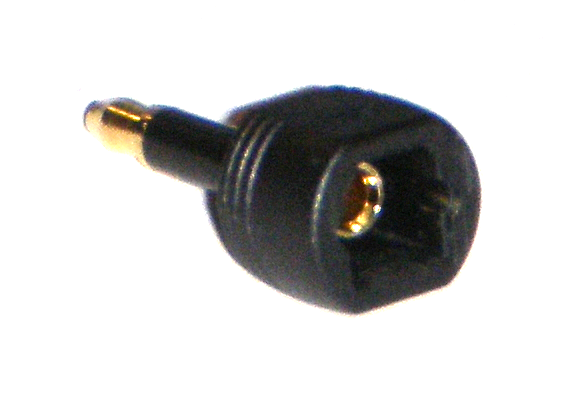
미니-TOSLINK 어댑터

미니-TOSLINK는 일반적인 대형 소비자 오디오 장비에 사용되는 표준 사각형 TOSLINK 커넥터보다 작은 표준화된 광섬유 커넥터이다. 플러그는 일반적인 3.5mm 스테레오 미니잭과 거의 같은 크기와 모양이다. 풀 사이즈 TOSLINK 플러그를 미니-TOSLINK 소켓에 연결하기 위한 어댑터도 있다. 3.5mm 잭과 미니-TOSLINK 소켓을 결합한 형태도 있어 3.5mm 또는 미니-TOSLINK 플러그를 모두 사용할 수 있다. 미니-TOSLINK 플러그와 소켓은 전기 잭 플러그보다 0.5mm 더 길게 만들어져 후자가 너무 짧아 미니-TOSLINK 지원 소켓의 LED를 건드려 손상시키지 않도록 되어 있다. 단종된 많은 랩톱 컴퓨터 및 휴대용 디지털 오디오 장비 모델, 예를 들어 구글 크롬캐스트 오디오 장치, 애플 아이팟 하이파이, 그리고 일부 미니디스크 레코더는 3.5mm 아날로그(전기) 헤드폰 출력, 마이크 입력 또는 미니-TOSLINK 디지털(광) 출력(미니디스크 레코더의 경우 입력)을 삽입할 수 있는 이 커넥터를 사용한다.